# Grexit
     Państwa UE posiadające euro jako główną walutę
     Państwa UE posiadające inną walutę państwową
     Państwa niebędące w Unii, a używające waluty euro

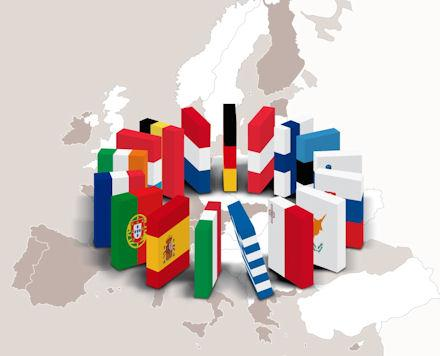
Grafika sugerująca, że „Grexit” wywoła „efekt domina”.

Państwa członkowskie strefy euro (stan na rok 2023)
Państwa UE posiadające euro jako główną walutę
Państwa UE posiadające inną walutę państwową
Państwa niebędące w Unii, a używające waluty euro

Grexit (ang. Greek + exit) – termin oznaczający możliwość opuszczenia przez Grecję strefy euro w związku z kryzysem gospodarczym w Grecji. Przez zwolenników jest uważany za możliwość poprawienia sytuacji ekonomicznej kraju - emisja własnej waluty (np. drachmy) pozwoliłaby obniżyć koszty wakacji w tym kraju, co zwiększyłoby dochody z turystyki, podstawy ekonomii greckiej. Obecnie Grecy często tracą turystów na rzecz krajów nie posiadających obecnej waluty Grecji.

## Uwarunkowania prawne Grexitu
Kwestia, czy grexit w ogóle jest możliwy pozostaje otwarte, gdyż unijne traktaty nie przewidują takiej możliwości. Jednak w obliczu załamania gospodarczego i braku dopływu europejskiej waluty, Grecja może być zmuszona do emisji jakiejś formy własnej waluty (np. drachmy, bonów) bądź też całkowitego (choćby czasowego) opuszczenia strefy euro.